# 圣佩代尔博斯克
圣佩代尔博斯克（法語：Saint-Pé-Delbosc，法語發音：[sɛ̃ pe dɛlbɔsk]）是法国上加龙省的一个市镇，属于圣戈当区。

## 地理
圣佩代尔博斯克（43°16'10"N, 0°41'47"E）面积5.51 平方千米，位于法国奧克西塔尼大區上加龙省，该省份为法国西南部内陆省份，西南端与西班牙接壤，自此顺时针与上比利牛斯省、热尔省、塔恩-加龙省、塔恩省、奥德省和阿列日省接壤。
与圣佩代尔博斯克接壤的市镇（或旧市镇、城区）包括：布拉让、热斯河畔布洛涅、沙尔拉、锡亚杜、蒙迪扬、萨沃河畔蒙加亚尔。

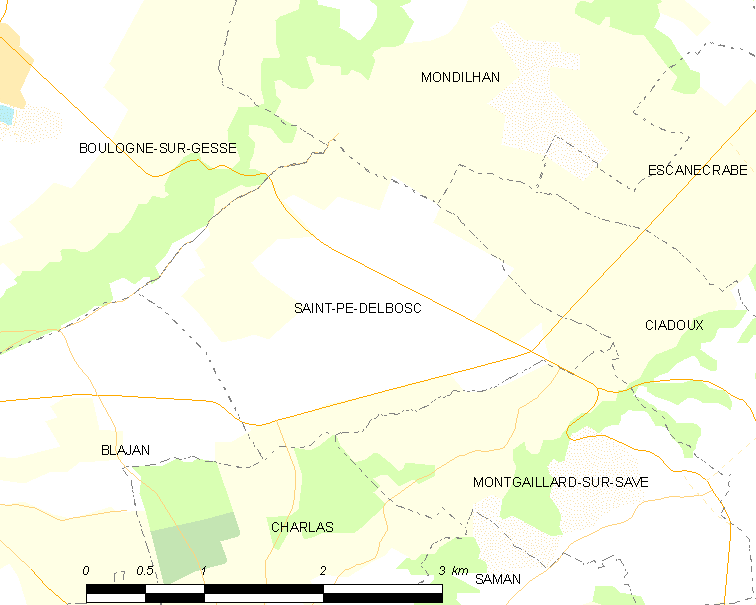
圣佩代尔博斯克的OSM定位图

圣佩代尔博斯克的时区为UTC+01:00、UTC+02:00（夏令时）。

## 行政
圣佩代尔博斯克的邮政编码为31350，INSEE市镇编码为31510。

## 政治
圣佩代尔博斯克所属的省级选区为圣戈当县。

## 人口

1962-2008年间圣佩代尔博斯克人口变化图示

圣佩代尔博斯克于2022年1月1日时的人口数量为144人。